# Rhipidorchis
Rhipidorchis là một chi thực vật có hoa trong họ, Orchidaceae.